# Первомайский (Приютненский район)
Первома́йский — посёлок в Приютненском районе Калмыкии, административный центр Первомайского сельского муниципального образования.

## Название
Первоначальное название — Нугры. Дата переименования не установлена. Под названием Нугры посёлок обозначался на географических картах вплоть до 1950 года включительно. Название Нугры производно от названия балки, близ которой расположен посёлок, и, судя по всему, образовано от глагола калм. нуhр — сгибайся (повелительное наклонение глагола калм. нуhрх — сгибаться; перегибаться; гнуться

## История
Официальным днём зарождения поселка считается 1 июня 1931 года, когда в соответствии с решением СНК РСФСР от 30 марта 1930 года было основано овцеводческое хозяйство совхоз № 16 имени 10-летия Комсомола Калмыкии. Совхоз был организован на территории бывшего стойбища кулака Егорова Эвли. Для организации хозяйства был выделен земельный участок площадью более 150 тыс. га. Южная граница проходила по реке Маныч, с северной и западной стороны совхоз граничил с аймаками Манджекины, Джеджикины, Ульдючины. Позднее хозяйство было переименовано в совхоз № 4.
28 декабря 1943 года все калмыки, проживавшие на территории посёлка, были насильственно депортированы. Калмыцкая АССР была упразднена, земли переданы Апанасенковскому району Ставропольского края. Возвращение калмыцких семей на родину началось с 1956 года.
Основное строительство объектов соцкультбыта началось после окончания Великой Отечественной войны. Были построены клуб, больница, средняя школа, обустроены фермы.
В 1950-х годах в совхозе было поднято 34 тыс. га. целины. Создано пять отделений. В 1971 году совхоз № 4 переименован в совхоз имени Ленинского комсомола, 29 сентября 1992 года совхоз был реорганизован в ТОО « Первомайское», 13 января 2000 года реорганизован в СПК «Первомайское».
В 2007 году в Первомайском был установлен поклонный крест.

## Физико-географическая характеристика
Посёлок расположен в юго-восточной части Приютненского района на юге Ергенинской возвышенности, являющейся частью Восточно-Европейской равнины, на правом берегу балки Нугры, относящуюся к бассейну реки Улан-Зуха (приток Маныча). Средняя высота над уровнем моря — 49 м. Рельеф местности равнинный. В пределах посёлка имеется два пруда.
По автомобильной дороге расстояние до столицы Калмыкии города Элиста составляет 59 км, до районного центра села Приютное — 72 км. Ближайший населённый пункт посёлок Кевюды Ики-Бурульского района расположен в 11 км к юго-востоку от Первомайского. К посёлку имеется асфальтированный подъезд от региональной автодороги Элиста — Арзгир — Минеральные Воды (3 км).
Согласно классификации климатов Кёппена-Гейгера посёлок находится в зоне семиаридного климата (индекс Bsk). В окрестностях посёлка распространены светлокаштановые почвы различного гранулометрического состава в комплексе с солонцами.
В посёлке, как и на всей территории Калмыкии, действует московское время.

## Население
| 2002 | 2010 | 2012 |
| ---- | ---- | ---- |
| 626  | ↗632 | ↗694 |

Национальный состав
Согласно результатам переписи 2002 года большинство населения посёлка составляли русские (49 %) и калмыки (46 %)

## Экономика
Основной отраслью экономики посёлка является сельское хозяйство. На территории посёлка расположено СПК «Первомайское»

## Социальная инфраструктура
В посёлке имеется несколько магазинов, дом культуры, библиотека, почтовое отделение, физкультурно-оздоровительный комплекс. Медицинское обслуживание жителей села обеспечивают вречебная амбулатория и Приютненская центральная районная больница. Действуют средняя школа и детский сад
Посёлок электрифицирован и газифицирован. Источников питьевой воды на территории муниципального образования нет. Вода завозится из посёлка Лола. Водопроводная сеть в посёлке Первомайский имеется, но требует капитального ремонта. Вода для технических нужд поставляется из артезианского колодца в посёлке Модта. Водоотведение обеспечивается за счёт использования выгребных ям. Система сбора организации сбора твёрдых бытовых отходов отсутствует.